# Irene Roberts
Irene Roberts es un personaje ficticio de la serie de televisión australiana Home and Away, interpretada por el actriz Jacqui Phillips entre 1991 y 1992 y por la actriz Lynne McGranger desde el 29 de octubre de 1993, hasta ahora. Irene es uno de los personajes con más tiempo en la serie australiana y uno de los más queridos del público.
En diciembre del 2015 apareció en el especial "Home and Away: An Eye for An Eye" donde interpretó a Irene el 9 de diciembre del mismo año. Lynne aparecerá en el segundo especial de la serie titulado "Home and Away: Revenge" el cual será estrenado el 19 de diciembre del 2016 y en el tercer especial titulado "Home and Away: All or Nothing", el cual será estrenado el 26 de enero del 2017.

## Biografía
Irene llegó por primera vez a Summer Bay en 1991 como una persona amargada, borracha y resentida, tanto que cuando se calló de las escaleras acusó a su hija Finlay y a su hijo Damien de haberla empujado. Durante este tiempo Damian y Fin se encontraban bajo el cuidado de Pippa Ross y su otro hijo Nathan se encontraba en la cárcel.
Un año después regresó a Bay y luego de recuperarse de su adicción y hacer las paces con sus hijos, se mudó con Bobby y Marilyn a la casa de la playa, pero después de la muerte de Bobby decidió comprarla y convertirla en su hogar, poco después Damian se mudó con ella y Fin se casó y se mudó. Después de cumplir su sentencia en la cárcel Nathan regresó a Bay y reconstruyó la relación con su madre. Irene quedó complacida por él cuando Nathan se fue de viaje con su novia irlandesa, una enfermera a quien había conocido en el hospital Northern Districts.
Irene trabajó duro para ganarse la confianza de todos aquellos que la rodeaban, y no tardó mucho en hacerse amiga de Pippa y Aisla Stewart. Durante mucho tiempo trabajó con Aisla y Alf Stewart en el Diner, poco después decidió aplicar para el trabajo de secretaria de la escuela Summer Bay High, sin embargo obtuvo el trabajo y logró engañar a Donald Fisher, a quien le ponía una grabadora para que creyera que trabajaba pero en realidad hacía el trabajo en su casa por las noches. En el 2003 adquirió parte del Pier Diner en donde trabaja. 
Durante el transcurso de los años Irene cuidó de varios jóvenes entre ellos Selina Cook, Chloe Richards, Nelson, Joey Rainbow, Will Smith, Hayley Smith, Nick Smith, Tasha Andrews y Belle Taylor, cada uno de ellos se encariñó y la veían como una figura materna, Irene también estuvo para sus amigos cuando estos pasaban por situacions difíciles entre ellos Noah Lawson, Steven, Dani y Kirsty Sutherland, Kane Phillips, Jesse, Kim Hyde, Kit Hunter y Robbie Hunter, entre otros.
En 1997 se convirtió en una madre sustituta para su hija Finlay, quien en ese momento creía que no podía tener hijos, después de dar a luz al bebé Paul, este fue secuestrado por el líder del culto Saul, después de casi un año Irene lo encontró y lo regresó con sus padres Finlay y Barry.
A pesar de que era muy querida en Bay, una de sus mayores enemigas fue Diana Frazer, quien la odiaba ya que su cuñada Chloe y su nieta Olivia entre otros querían más a Irene que a ella, tanto era su odio hacia Irene que una vez intentó hacer que la arresten por "intentar" matarla y luego la trato de emborrachar para que los lugareños pensaran que había recaído en su adicción, sin embargo sus planes no funcionaron. Cuando parecía que los problemas comenzaban a disiparse estos iniciaron cuando Chloe regresó a Bay y murió en un accidente automovilístico y Diana quiso obtener la tutoría de Chloe, sin embargo Irene determinada por hacer cumplir la voluntad de Chloe de que Diana no tuviera la custodia de su hija, luchó pero perdió lo cual la dejó triste, sin embargo todo mejoró cuando James el tío de Olivia llegó y anunció que en el testamento Chloe lo había nombrado el tutor legal de la pequeña, poco después Olivia y James se mudaron e Irene quedó feliz al ver que los deseos de Chloe se estaban cumpliendo.
Irene ha tenido muy mala suerte en el amor su esposo Murdoch "Mud" Roberts fue un adúltero y abusivo en su relación, quien luego de dejarla ocasionó que Irene cayera en el alcohol. Poco después Mud regresó y le pidió una segunda oportunidad, sin embargo todo terminó cuando Irene lo descubrió golpeando a Selina, poco después Mud fue asesinado por Dodge. Después comenzó una relación con Anthony un millonario pero la relación terminó cuando Irene decidió que el dinero no iba a comprar su afecto. 
Sin embargo encontró el amor en 1999 cuando Ken Smith, el padre biológico de sus hijos adoptivos Will, Hayley y Nick apareció, él e Irene comenzaron una relación, ambos habían superado su problema con el alcoholismo y querían construir una familia juntos, peor la relación se vio amenazada cuando la exesposa de Ken, Eve apareció y trató de envenenar a Irene ya que creía que esta le estaba robando su familia. Sin embargo Eve fue recluida en un psiquiátrico y Ken e Irene continuaron juntos, poco después Ken comenzó a trabajar duro para conseguir el dinero suficiente para la boda pero lamentablemente murió en el 2000 cuando un coche cayó sobre él, lo que dejó a Irene devastada.
En el 2002 salió con el joven Paris Burnett pero cuando este regresó a Bay en el 2003 para estar más cerca de Irene, Nick comenzó a meterse en su relación lo que ocasionó que Paris se fuera por un tiempo, cuando este le ofreció mudarse con ella, Irene lo rechazó y la relación terminó. En el 2003 las chispas comenzaron a volar con la llegada de Barry Hyde, luego de que por su culpa perdiera su trabajo en la escuela, sin embargo ambos se hicieron amigos y luego comenzaron a salir, sin embargo la relación terminó cuando Barry fue encontrado culpable de un doble homicidio y se fue de Bay para enfrentar su juicio.
Poco después en el 2005 después de haber participado en un juicio, regresó a Bay y muy pronto comenzó a sentirse mal, con dolores fuertes de cabeza, paranoia y actuaba de manera extraña, Irene comenzó a sospechar que estaba siendo envenenada y cuando señaló al nuevo oficial Corey Henderson nadie le creyó, Hayley asustada por su comportamiento buscó al ayuda de Barry y la internaron, poco después descubrieron que Corey la estaba envenenando con mercurio, ya que culpaba a todos los integrantes del jurado en donde Irene había participado por la muerte de su padre, quien se suicidó en la cárcel después de haber sido encontrado culpable, después de encarcelarlo Irene comenzó a recuperarse.
En el 2008 Irene se convirtió en copropietaria del Diner y se asoció con Roman Harris, pero cuando el edificio se derrumbó durante un terremoto ambos se unieron a Leah Patterson - Baker y junto a Roman comenzó a dirigir el nuevo Diner. 
Poco después tomó la custodia de Oliver, un adorable niño enfermo, pero cuando quiso convertirse en su tutora legal descubrió que Oliver era el hijo de los fugitivos Kirsty y Kane Phillips, cuando Kane visitó a Irene y le pidió que se quedara con Oliver ella decidió primero hablar con Kirsty, al hablar con ella se dio cuenta de que no quería dejar a su hijo y que ya estaba cansada de huir, sin embargo las cosas se salieron de las manos cuando Kane fue detenido y acusaron a Irene de co-conspirdora, sin embargo todo se aclaró cuando Kane llegó a un acuerdo. Irene se convirtió en la confidente de Belle Taylor y se hizo cargo de Geoff y Annie Campbell, cuando Belle murió Irene quedó desolada.
En el 2009 comenzó una nueva relación con el proveedor local Lou De Bono, después de que este la ayudara con la cocina durante el evento de citas rápidas de Colleen Stewart. Ambos comenzaron a salir y poco después decidieron irse en un viaje en bote, sin embargo, durante el viaje el oficial Angelo Rosetta fue llamado para investigar un barco a la deriva, cuando subió al barco oyó un disparo y cuando logró entrar se asombró al ver que Irene estaba a bordo y armada, Angelo la arrestó y durante el interrogatorio Irene le dijo que Lou había desaparecido en medio de la noche y que estaba aterrada, al inició Angelo no le creyó y la encerró por haberle disparado a un oficial, pero cuando se encontraron evidencias que señalaban que Lou había muerto Irene fue acusada de su asesinato.
Sin embargo en el 2010 se descubrió que el verdadero culpable de la muerte de Lou era Hugo Austin. Más tarde Irene queda encantada cuando Will Smith, uno de sus hijos adoptivos regresa a la bahía junto a su hija, Lily y se mudan con ella, sin embargo se van cuando Will es arrestado por el asesinato de Penn Graham en defensa propia y Lily se muda con su mamá.
Poco después en el 2011 Gypsy Nash regresa a la bahía con Lily cuando descubren que Irene tiene cáncer, ambas se mudan con ella por un tiempo para ayudarla y más tarde se van.